# Panamomops pamiricus
Panamomops pamiricus là một loài nhện trong họ Linyphiidae.
Loài này thuộc chi Panamomops. Panamomops pamiricus được Andrei V. Tanasevitch miêu tả năm 1989.